# Martha Ankomah
Martha Ankomah (Acra, 10 de octubre de 1985) es una actriz y empresaria ghanesa.

## Biografía
Ankomah nació en Acra, Ghana. Como primogénita de una madre soltera, recuerda haber enfrentado distintos desafíos durante su infancia. Realizó sus estudios en Adabraka Presbyterian Junior High School, Labone Senior High School y Jayee University College.

## Carrera
Tras audicionar y actuar en algunas series de televisión y producciones cinematográficas, ingresó a Next Movie Star, donde ocupó el tercer lugar en la edición 2007. Durante una entrevista con Hitz FM en 2016 mencionó que solo interpretaría roles moralmente justos y que generasen cambios positivos en la sociedad. En septiembre de 2018, aclaró su posición, explicando que puede asumir cualquier personaje en una película siempre que transmita un mensaje positivo a su audiencia. En 2017, fue criticada al cuestionar la narrativa superficial de las películas de Ghana, expresando su preocupación por la necesidad de que la industria cambie el tema de sus películas para desarrollarse. Los directores de cine sintieron que su declaración era irrespetuosa y carecía de conocimiento sobre el arte de hacer películas. En noviembre de 2018, inició una campaña que busca incentivar a los jóvenes a leer.

## Filmografía
- Suncity
- St. James Hotel
- All that Glitters
- Where is your Mobile?
- Power of the gods
- Shakira
- Sin of the Soul
- Heart of Men
- Somewhere in Africa
- Sugar Town
- A Trip To Hell